# Краснофлотець
Краснофло́тець (рос. Краснофлотец, ерз. Краснофлотец) — село у складі Єльниківського району Мордовії, Росія. Входить до складу Новодівиченського сільського поселення.
Населення — 88 осіб (2010; 105 у 2002).
Національний склад (станом на 2002 рік):
- росіяни — 92 %